# Women's ITF Irapuato Club de Golf Santa Margarita 2012
Il Women's ITF Irapuato Club de Golf Santa Margarita 2012 è stato un torneo di tennis facente parte della categoria ITF Women's Circuit nell'ambito dell'ITF Women's Circuit 2012. Il torneo si è giocato a Irapuato in Messico dal 5 all'11 marzo 2012 su campi in cemento e aveva un montepremi di $25,000.

## Vincitori

### Singolare
Kiki Bertens ha battuto in finale  Jaroslava Švedova con il punteggio di 6–4, 2–6, 6–1

### Doppio
Janette Husárová /  Katalin Marosi hanno battuto in finale  Maria Elena Camerin /  Marija Korytceva con il punteggio di 6–2, 6(11)–7, [10–7]